# First Time (Kygo & Ellie Goulding)
First Time is een nummer van de Noorse dj Kygo en de Britse zangeres Ellie Goulding uit 2017. Het is de tweede single van Kygo's EP Stargazing.
"First Time" werd vooral in Europa, Canada en Oceanië een (bescheiden) hit. In Kygo's thuisland Noorwegen was het met een 3e positie zeer succesvol, in Gouldings thuisland het Verenigd Koninkrijk haalde het echter een bescheiden 34e positie. In de Nederlandse Top 40 deed het nummer het met een 14e positie wel aardig, maar in Vlaanderen kwam het niet verder dan de eerste positie in de Tipparade.